# شينغو ويك
شينغو ويك (باليابانية: 和氣慎吾) مواليد 27 يوليو 1987 في أوكاياما، أوكاياما، اليابان، هو ملاكم محترف ياباني، بدأ مسيرته في سنة 2006.

## إحصائيات
خاض خلال مسيرته 27 نزالا، فاز في 20 وتعادل في 2 وخسر في 5. فاز بالضربة القاضية في 12 نزالا.

## روابط خارجية
- شينغو ويك على موقع بوكس ريك (الإنجليزية) (registration required)